# Kvačany (district de Prešov)
Pour les articles homonymes, voir Kvačany.
Kvačany est un village de Slovaquie situé dans la région de Prešov.

## Histoire
Première mention écrite du village en 1626.

## Démographie

### Évolution de la population
| Année:               | 1994. | 2004. | 2014. | 2024.   |
| -------------------- | ----- | ----- | ----- | ------- |
| Nombre de personnes: | 250   | 245   | 294   | 292     |
| Différence:          |       | -2 %  | +20 % | -0,68 % |

| Année:               | 2023. | 2024.   |
| -------------------- | ----- | ------- |
| Nombre de personnes: | 284   | 292     |
| Différence:          |       | +2,81 % |